# Општина Бокша (Салаж)
Бокша (рум. Bocşa) општина је у Румунији у округу Салаж.
Oпштина се налази на надморској висини од 184 m.